# El Manzano, Michoacán de Ocampo
El Manzano är en ort i Mexiko.   Den ligger i kommunen Maravatío och delstaten Michoacán de Ocampo, i den sydöstra delen av landet, 120 km väster om huvudstaden Mexico City. El Manzano ligger 2 224 meter över havet och antalet invånare är 256.
Terrängen runt El Manzano är kuperad söderut, men norrut är den platt. Runt El Manzano är det ganska tätbefolkat, med 96 invånare per kvadratkilometer. Närmaste större samhälle är El Oro de Hidalgo, 11,8 km sydost om El Manzano. Trakten runt El Manzano består till största delen av jordbruksmark.